# ボーフラ
ボーフラは、湯沸かし道具の一つで、土瓶の一種。主に煎茶道の手前で使う。

## 名称
流派によって「保夫良」「保宇夫良」の当て字を使ったり、また「湯缶」「湯瓶」「湯沸」とも言う。「ボーブラ」という流派もある。
この名称は、形状がカボチャの実と似ていたために、元々はポルトガル語で「カボチャ」を意味していた単語「abobora」が転用されたという説が有力である。

## 形状
見た目は急須に似ているが、胴が張り出しまるまるとしているのが特徴である。また、直接火に掛ける道具のため、材質は素焼きの陶器であり磁器製はない。
大別して
- 上手式：持ち手が上についている物
- 横手式：持ち手が横についている物

に分けられる。上手式は大型の物が多く瓶掛（小型火鉢）に、横手式は涼炉に合わせることが多い。

## 煎茶道とボーフラ
茶道では釜あるいは鉄瓶など、金属製の湯沸かしを使うことがほとんどだが、煎茶道では「金属製の湯沸かしは茶の味が壊れる」として極力避ける傾向があり、土瓶、とくにボーフラを使って沸かした湯を尊重する。起源となった中国茶では現在もっぱら金属製（主にステンレス製）や耐熱ガラス製やかんを使うのとは対照的である。
煎茶の他の道具と同様中国伝来の道具であり、現在でも明・清時代に渡来した伝世品は高値で取り引きされ、珍重されている。特に文政年間に輸入された物は「文政渡」と称され、珍品とされる。「文政渡」の物は土質が良いためか、非常に薄く、まるで紙で作ったやかんを持っているかのようであるという。また表面も素焼きと思えないほど艶があるという。
ボーフラも他の煎茶器同様に国産化されたが、土質の関係で分厚く重い物が多く、渡来品に比べて安物とされる。